# Max Looff
Pour les articles homonymes, voir Looff.
Otto Max Looff (Strasbourg, 2 mai 1874 – Berlin-Est, 20 septembre 1954), est un officier de marine de la marine impériale allemande qui commanda le SMS Königsberg au début de la Première Guerre mondiale.

## Biographie
Né à Strasbourg en Alsace-Lorraine allemande, il est le fils de Johann Gotthlef Eduard Looff et de Agnes Gertrude Reide.

### Débuts de carrière
Looff entre en 1891 dans la marine impériale en tant que cadet. Il suit sa formation sur le croiseur frégate SMS Stosch, puis il entre à l'école de marine de Kiel et devient aspirant de marine, le 11 avril 1892. Il suit encore des cours d'artillerie de marine et navigue pour ce faire sur le navire-école SMS Mars, pendant le mois d'avril 1892, puis sur le croiseur frégate SMS Gneisenau, jusqu'au 23 septembre 1893. Il retourne ensuite pendant un an à l'école de marine. Il est nommé sous-lieutenant de vaisseau, le 20 septembre 1894. Il sert à nouveau sur le Mars, puis sur le SMS Weißenburg. Il prend la mer pour Nagazaki le 16 octobre 1896, afin de rejoindre le SMS Prinzeß Wilhelm, où il doit servir. Il y est nommé lieutenant de vaisseau, le 1er avril 1897. Il rentre en Allemagne le 11 mars 1898 pour être affecté au IIe d'inspection de marine. Il est nommé Oberleutnant zur See (enseigne de vaisseau) en janvier 1899 et il est affecté en avril au IIIe bataillon d'artillerie de marine, avant de devenir commandant du tender Hay.
Looff devient ensuite pendant deux ans officier de quart sur le SMS Wörth, qui participe à la guerre contre les Boxers en Chine, puis à son retour en Allemagne, il est officier de compagnie au IIe bataillon de torpilleurs. Il commande le torpilleur S 102. Du 1er octobre 1902 au 30 juin 1904, il suit les cours de l'Académie de marine de Kiel et il est élevé au grade de capitaine-lieutenant, le 27 janvier 1903. Il est versé en tant qu'officier de navigation sur le SMS Stein. Il est ensuite chef de compagnie à la IIe division de marine et ensuite à la IIe division de travaux. Il est ensuite chargé de diverses missions concernant l'artillerie côtière et il est affecté un temps sur le croiseur léger largueur de mines SMS Nautilius.
Looff est nommé Korvettenkapitän (capitaine de corvette), le 13 octobre 1908. Il est premier officier du 1er avril 1910 au 18 janvier 1911 sur le navire de ligne SMS Wettin, puis il sert au Reichsmarineamt (secrétariat impérial à la marine) et est élevé au grade de Fregattenkapitän (capitaine de frégate), le 13 octobre 1913.

### Première Guerre mondiale

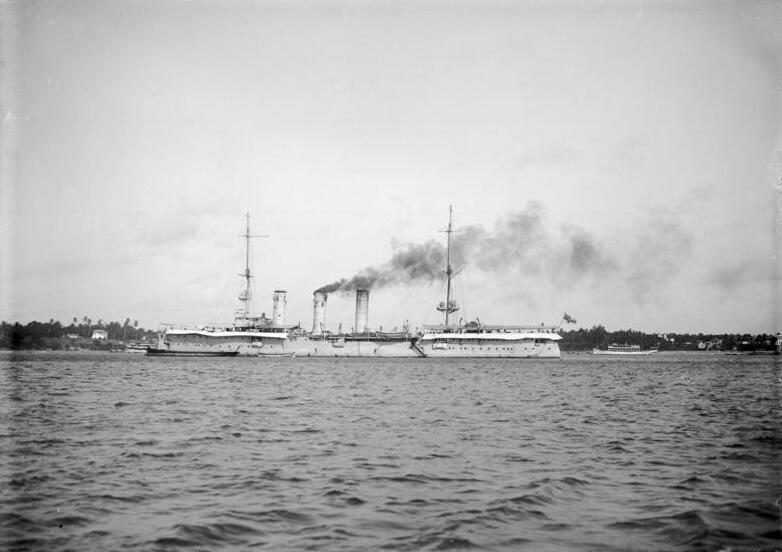
Le croiseur Königsberg en Afrique orientale allemande (juillet 1914).

Le capitaine Looff devient commandant de bord du croiseur SMS Königsberg, le 1er avril 1914. Il reçoit l'ordre de rejoindre l'Afrique orientale allemande, et c'est dans la colonie qu'il apprend la nouvelle de la déclaration de guerre. Il doit donc effectuer la guerre commerciale dans l'Océan Indien, et tenter, en s'emparant du chargement et surtout du chargement en charbon des navires ennemis, de retourner en Allemagne. Cependant le cours des événements, malgré quelques prises, en décide autrement.
Le 20 septembre, il entre dans le port de Zanzibar où il sait que se trouve en réparation le croiseur protégé britannique HMS Pegasus, qu'il coule avant d'endommager le HMS Helmuth (en) (Bataille de Zanzibar (en)).
Cependant le Königsberg, à court de charbon et victime d'une avarie de moteur, doit alors se cacher dans le delta du Rufiji à 40 km de l'île de Mafia (archipel de Zanzibar), dans l'espoir d'y faire réparer ses pièces de chaudières, qui ont été démontées et acheminées à Dar es Salam en Afrique orientale allemande. Mais il finit par être repéré par la marine britannique qui, de la fin de l'année 1914 au printemps 1915, envoie plusieurs navires pour le détruire. Ces différents assauts sont tous repoussés et ce n'est que le 11 juillet 1915 que le Königsberg est enfin touché. Le capitaine Looff déplore la mort de trente-huit hommes d'équipage, alors que le navire est en feu, et il donne l'ordre de le saborder, tandis que le reste de l'équipage part avec lui retrouver la troupe de protection et les Askaris du colonel Lettow-Vorbeck. Les canons du croiseur qu'il a pu sauver servent alors pour la campagne d'Afrique orientale contre les Britanniques.

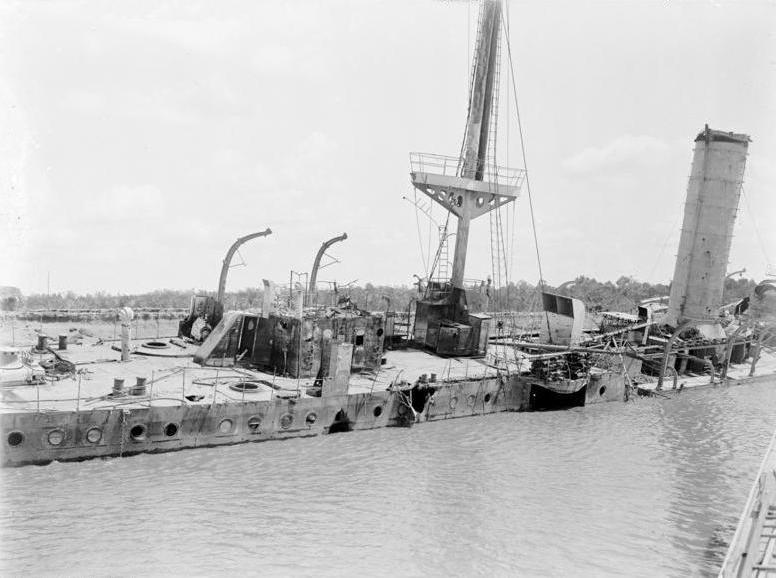
Le Königsberg sabordé dans le delta du Rufiji.

Il est nommé Kapitän zur See (capitaine de vaisseau) le 24 décembre 1915 et commande ses unités de fusiliers-marins sur le théâtre des opérations d'Afrique de l'Est, en coordination avec la troupe coloniale. Il est fait prisonnier de guerre par les Britanniques en novembre 1917 et libéré le 26 février 1919. Il retourne en Allemagne et participe avec une poignée de ses hommes survivants à la parade de la Porte de Brandebourg, organisée par les Berlinois pour le retour du général von Lettow-Vorbeck et de ses hommes.

## Après-guerre
Il est nommé en juin 1919 à l'inspection des mines et affecté en septembre au commandement du port de Kiel. Il est remis à la disposition, à l'été 1920, du chef de la base navale de Kiel pour la Baltique et devient ensuite inspecteur de l'inspection des torpilleurs et des bâtiments de la marine de guerre. Il est élevé enfin au grade de Konteradmiral (contre-amiral), le 1er janvier 1921. Après avoir été nommé Vizeadmiral (Vice-amiral d'escadre), il donne sa démission de la marine, le 6 mars 1922.
Il se consacre alors à l'écriture, notamment au récit de ses services en Afrique orientale allemande et de ses exploits à bord du SMS Königsberg, puis à terre avec ses unités de fusiliers-marins.
Rappelé au sein de la Kriegsmarine avec le rang de vice-amiral le 24 mai 1939, il reste cependant dans la réserve durant toute la Deuxième Guerre mondiale. Après celle-ci, demeuré dans la zone d'occupation soviétique, il y voit ses livres interdits.
Max Looff meurt à Berlin-Est le 20 septembre 1954 .

## Décorations
Ordre de l'Aigle rouge IVe classe.

 Ordre de la Couronne IVe classe.

 Croix de fer de 1re classe

Médaille du service (Dienstauszeichnung).

## Œuvres
- Deutsche Kolonie in Not, Berlin, Bertinetti, 1928.
- Kreuzerfahrt und Buschkampf. Mit S.M.S. "Königsberg" in Deutsch-Ostafrika, Berlin, Bertinetti, 1929.
- Tufani, Berlin, Bernard & Graefe, 1941.